# Szulborze Wielkie (gromada)
Szulborze Wielkie – dawna gromada, czyli najmniejsza jednostka podziału terytorialnego Polskiej Rzeczypospolitej Ludowej w latach 1954–1972.
Gromady, z gromadzkimi radami narodowymi (GRN) jako organami władzy najniższego stopnia na wsi, funkcjonowały od reformy reorganizującej administrację wiejską przeprowadzonej jesienią 1954 do momentu ich zniesienia z dniem 1 stycznia 1973, tym samym wypierając organizację gminną w latach 1954–1972.
Gromadę Szulborze Wielkie z siedzibą GRN w Szulborzu Wielkim utworzono – jako jedną z 8759 gromad na obszarze Polski – w powiecie ostrowskim w woj. warszawskim, na mocy uchwały nr VI/10/11/54 WRN w Warszawie z dnia 5 października 1954. W skład jednostki weszły obszary dotychczasowych gromad Brulino Lipskie (z wyłączeniem miejscowości Brulino Koski), Gostkowo, Grędzice, Helenowo, Janczewo Wielkie, Leśniewo, Słup, Słup kolonia, Świerże Leśniewek, Szulborze-Koty, Szulborze Wielkie i Żelazy Brokowo ze zniesionej gminy Szulborze-Koty oraz obszar dotychczasowej gromady Janczewo-Sukmanki ze zniesionej gminy Zaręby Kościelne w tymże powiecie. Dla gromady ustalono 18 członków gromadzkiej rady narodowej.
31 grudnia 1959 do gromady Szulborze Wielkie przyłączono obszar zniesionej gromady Godlewo-Gorzejewo w tymże powiecie (bez wsi Olszewo-Cechny, Pieńki-Sobótki, Pieńki Wielkie i Budziszewo-Kseksoły).
31 grudnia 1961 do gromady Szulborze Wielkie włączono wsie Brulino-Piwki-Koski, Godlewo-Gudosze, Godlewo-Milewek, Godlewo-Mierniki, Godlewo-Warsze, Godlewo Wielkie, Szulborze-Kozy i Uścianek-Dębianka ze zniesionej gromady Godlewo Wielkie w tymże powiecie.
1 stycznia 1969 do gromady Szulborze Wielkie włączono wsie Kałęczyn, Opatowina, Smolewo, Smolewo Parcele i Zakrzewo-Zalesie ze zniesionej gromady Zuzela w tymże powiecie.
Gromada przetrwała do końca 1972 roku, czyli do kolejnej reformy gminnej.
Począwszy od 1 stycznia 1973, Szulborze Wielkie utraciło funkcje administracyjne na okres 19 lat. Powróciło do nich dopiero 1 stycznia 1992, kiedy to w województwie łomżyńskim utworzono gminę Szulborze Wielkie.